# Goebbels-familien
Goebbels-familien bestod af Joseph Goebbels, Magda Goebbels og deres seks børn, som blev dræbt i Førerbunkeren den 1. maj 1945. Joseph Goebbels var propagandaminister i Nazi-Tyskland fra 1933 til 1945, og blandt Adolf Hitlers nærmeste medarbejdere.
I forkant af drabene, havde SS-lægen Helmuth Kunz og andre forsøgt at overtale forældrene til at sende deres børn til et sygehus under Røde Kors' beskyttelse, men de nægtede dette ud fra begrundelsen om at det aldrig ville gå, da de var Goebbels' børn og dermed "dømt til et uværdigt og skammeligt liv" hvis de overlevede krigen. Begge forældre frygtede desuden at børnene ville blive taget af sovjetterne.
"Jeg vil hellere have at mine børn dør, end at de skal leve et langt liv i pine og udnyttelse. Mine børn har ingen chance i Tyskland efter krigen" fortalte Magda Goebbels til Traudl Junge i de sidste dage.
Nogle uger inden havde Magda fortalt til sin veninde og tidligere svigerinde Ello Quandt at de blev i Berlin. "Vi skal alle tage gift". Da Ello spurgte hvorfor børnene også skulle dø, svarede Magda "Vi vil tage dem med os, de er for dejlige til at skulle leve i den verden, som ligger forude. I de kommende dage vil Joseph blive betragtet som en af de største forbrydere som Tyskland nogensinde har produceret. Hans børn ville høre det sagt dagligt, folk ville pine dem, foragte og ydmyge dem.".
Ifølge Traudl Junge havde børnene i bunkeren været glade og ubekymrede, men den ældste pige Helga, havde i de sidste dage før drabet været urolig, og spurgt hvad der skulle ske. Faderen Joseph Goebbels havde andet at se til og moderen Magda gjorde sit bedste for at fortsætte "hverdagen" og forsikre børnene at krigen snart var vundet, dog brød hun ifølge Junge i gråd efter hvert møde med børnene.
Om aftenen den 1. Maj. Efter moren Magda havde redt børnenes hår, givet dem varm chokolade og puttet dem, gav Kunz gav dem en morfinsprøjte som fik dem til at falde i søvn, med begrundelsen, at dette var en sprøjte som børn og soldater nu skulle have. Ingen ved nøjagtigt hvordan børnene blev slået ihjel, men den eneste overlevende, Kunz, der lige selv havde mistet sine børn i russisk bombning, ville ikke selv forgifte børnene, og en teori er at Magda fik hjælp af i Hitlers personlige læge, dr. Ludwig Stumpfegger som assisterede hende, mens hun efter omtrent ti minutter, forgiftede børnene ved at åbne deres mund og knuse giftpillen mellem tænderne på de sovende børn. En anden teori er at Magda ikke selv kunne tage livet af sine børn, og derfor kun var til stede i eller ude for rummet, imens en læge gav børnene den dødelige dosis.
Efter at have forgiftet sine børn, begik Joseph og Magda selvmord.
Goebbels parret var ikke de eneste forældre der dræbte deres børn og derefter sig selv ved krigens ende, blandt andet pga. den intense propaganda de havde levet under - samt den Røde Hær's mange plyndringer og voldtægter.
Børnene havde tidligere været indblandet i propagandaen som en del af Goebbels' "perfekte nationalsocialistiske familie".
Alle børnene havde et fornavn, som begyndte på bogstavet H, hvilket muligvis var til ære for Hitler. Dog startede børnene fra Magda's første ægteskab også med "H", så det er også muligt det blot var en familie tradition.

## Børnene
- Helga Susanne, "Helga", (født 1. september 1932). Den 12-årige Helga var den ældste. Faren var skuffet da han havde ønsket sig en søn, men Helga endte alligevel som hans favorit. Hun havde arvet hans hårfarve og øjne.
- Hildegard Traudel, "Hilde", (født 13. april 1934). Den 11-årige Hilde lignede også sin far og var den mest rydelige og ordentlige af børnene. Trods hendes far omtalte hendes fødsel som endnu en skuffelse og nægtede at besøge klinikken, blev senere hun ofte kaldt "lille mus" i hans dagbog.
- Helmut Christian, "Helmut", (født 2. oktober 1935). 9-årige Helmut var den eneste dreng, der til hans fars skuffelse ikke hang helt med på skolen. Efter undervisning fra hans mor blomstrede hans karakterer i skolen.
- Hedwig Johanna "Hedda", (født 5. Maj 1938). Hedda var forelsket i farens adjudant, SS-Hauptsturmführer Günter Schwägermann fordi han havde glasøjne.
- Holdine Kathrin, "Holde", (født 19. februar 1937). Holde var lidt genert og den der blev drillet mest af sine søskende.
- Heidrun Elisabeth "Heide", (født 29. oktober 1940). Heide var 4 år da hun døde og familiens kæledegge.

Magda var først gift med industriherren Günther Quandt fra 1921 til 1929, og havde fra dette ægteskab, sønnen Harald. Han tjenestegjorde som løjtnant i Luftwaffe under krigen, og sad i Engelsk krigsfangeskab ved krigens slutning. Han var det eneste familiemedlem som overlevede krigen. Han blev en ledende industrimand i Tyskland, men døde i 1967 da hans privatfly styrtede ned over Italien. Han efterlod sig fem børn.